# Ланиз-Хасел-Тал
Ланиз-Хасел-Тал (њем. Lanitz-Hassel-Tal) општина је у њемачкој савезној држави Саксонија-Анхалт. Једно је од 43 општинска средишта округа Бургенланд. Посједује регионалну шифру (AGS) 15084282.

## Географски и демографски подаци
Површина општине износи 31,5 km². У самом мјесту је, према процјени из 2010. године, живјело 1.236 становника. Просјечна густина становништва износи 39 становника/km².